# 승리역
승리역(勝利驛)은 조선민주주의인민공화국 중구역에 있는 평양 지하철도 천리마선의 역이다. 부역명은 1백화점이다.

## 역 주변
- 김일성광장
- 녀성회관
- 대동강호텔
- 대동문
- 주조 러시아 대사관
- 련광정
- 만수대예술극장
- 숭령전(단군과 동명왕을 모신 사당), 숭의전
- 옥류교 (주체사상탑, 조선기록영화촬영소, 김일성고급당학교, 평양볼링관 방면)
- 조선민주주의인민공화국 외무성 청사
- 인민대학습당
- 조선로동당 1호 청사
- 조선미술박물관
- 조선민속박물관
- 조선중앙력사박물관
- 지하상가
- 평양제1백화점
- 평양학생소년궁전

## 인접한 역
| 평양 지하철 천리마선 | 평양 지하철 천리마선 | 평양 지하철 천리마선 |
| -------------------- | -------------------- | -------------------- |
| 봉화 부흥 방면       | 천리마선             | 모란봉 붉은별 방면   |